# Lepidaploa harrisii
Lepidaploa harrisii là một loài thực vật có hoa trong họ Cúc. Loài này được (S.Moore) H.Rob. mô tả khoa học đầu tiên năm 1990.